# Вест Веридеј (Луизијана)
Вест Веридеј (енгл. West Ferriday) град је у америчкој савезној држави Луизијана.

## Демографија
По попису из 2000. године број становника је 1.541.
| Група             | 2000.       | 2010.    |
| Белци             | 616 (40,0%) | 0 (0,0%) |
| Афроамериканци    | 887 (57,6%) | 0 (0,0%) |
| Азијати           | 1 (0,1%)    | 0 (0,0%) |
| Хиспаноамериканци | 23 (1,5%)   | 0 (0,0%) |
| Укупно            | 1.541       | 0        |